# Sörmlandsbygden

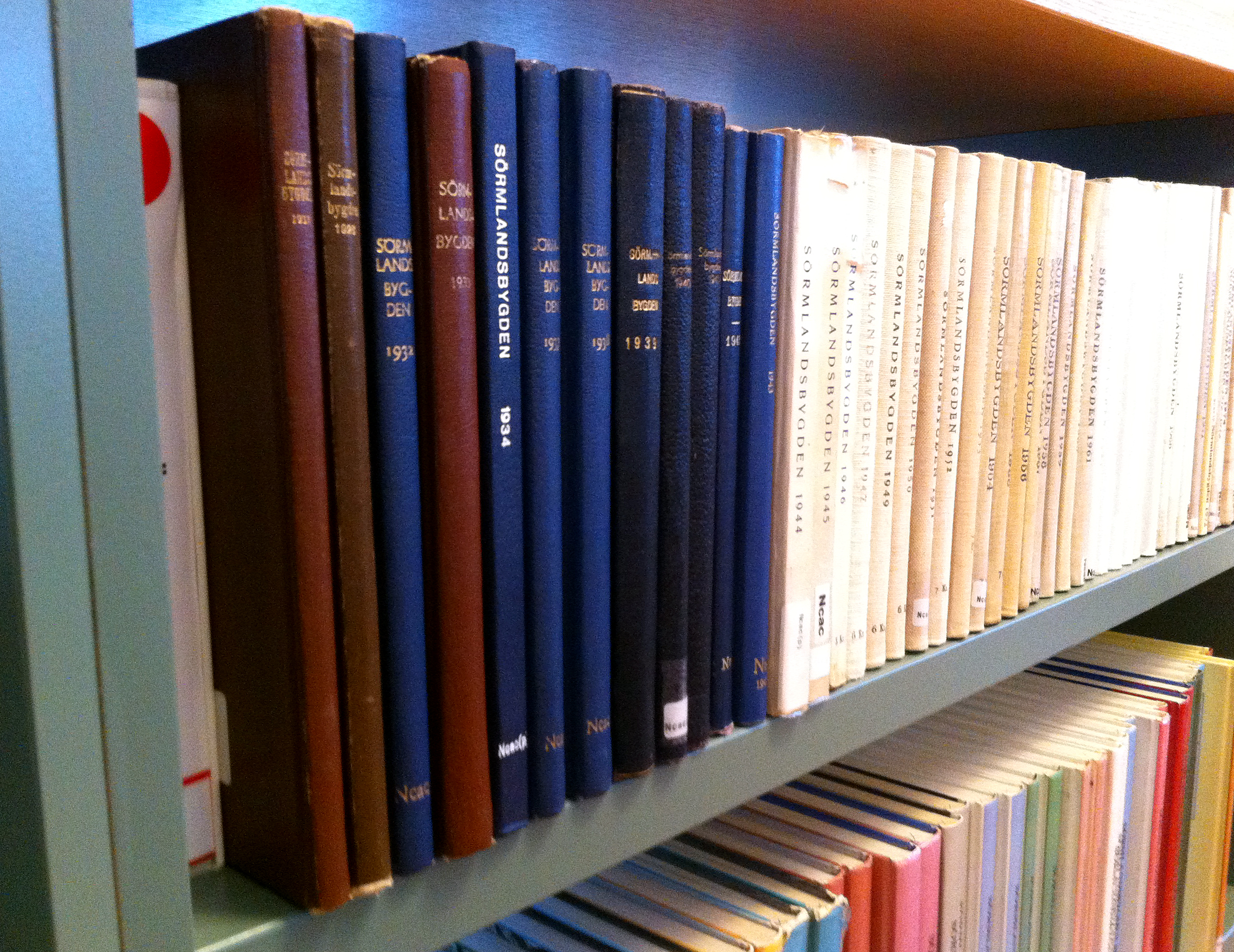
Sörmlandsbygden började ges ut 1928.

Sörmlandsbygden är en årsbok som utgavs 1928–1931 av Södermanlands museiförbund, 1932–1961 av Södermanlands hembygdsförbund samt 1962–1975 av Södermanlands hembygds- och museiförbund. Mellan 1976 och 2017, då bokserien avslutades, utgavs och produceras boken av Södermanlands hembygdsförbund i samverkan med Sörmlands museum. 
Bokserien handlar om Södermanlands kulturarv och bildar tillsammans ett omfattande dokument över landskapets kulturhistoria. 

## Redaktörer
Sörmlandsbygdens redaktörer har genom åren varit Iwar Nilsson, Ivar Schnell, Hans Nilsson, Rolf Ryberg, Ingegerd Wachtmeister, Margareta Elg och Linda Eklund. Karin Lindvall var redaktör för 1996 års bok, Spår av tid. 
För Sörmlandsbygden 1928 och 1931, var friherre Karl K:son Leijonhufvud redaktör.   